# Pneumatopteris sibelana
Pneumatopteris sibelana är en kärrbräkenväxtart som beskrevs av Holtt. Pneumatopteris sibelana ingår i släktet Pneumatopteris och familjen Thelypteridaceae. Inga underarter finns listade.